# Аморфофаллус безлистный
Аморфофа́ллус безли́стный (лат. Amorphophallus aphyllus) — клубневое травянистое растение, вид рода Аморфофаллус (Amorphophallus) семейства Ароидные (Araceae).

## Ботаническое описание
Клубень дискообразный, очень плоский, широкоовальный в поперечном сечении, 6—30 см в диаметре, 2—6 см высотой, иногда угловатый, с гладкой поверхностью, формирующий широко рассеянные, мелкие, клиновидные или шаровидные побеги.

### Листья
Лист 50—110 см высотой, развивается после соцветия. Черешки 30—90 см длиной, 1—2,5 см в диаметре, у основания фиолетово-коричневый, выше более бледный, иногда с небольшим количеством пятен и полосок.
Листовая пластинка 30—80 см в диаметре, центральный сегмент обычно делится только дважды, вилкообразно. Центральная жилка клиновидно-узкокрылатая. Конечные листочки от удлинённых до ланцетовидных, 10—30 см длиной, 0,8—2 см шириной, без заметного остроконечия, бледно-зелёные, края гладкие.
Катафиллы в числе трёх — четырёх, внутренний длиннее цветоножки, 10—20, 5—10, 2—3,5 и 1—1,5 см длиной, светло-розовые, с более тёмными жилками, часто с маленькими зеленоватыми пятнами, чешуйчатые.

### Соцветие и цветки
Соцветие обычно на ножке, от короткой до умеренной, вертикальное, единичное. Цветоножка 5—12(18) см длиной, бледно-зелёная, иногда с маленькими белыми пятнами.
Покрывало 6—25 см длиной, разделённое на трубку, от цилиндрически-яйцевидной до цилиндрической, и открытую пластинку с небольшим асимметричным сжатием, выглядит мясистым. Трубка 3—10(15) см длиной, 2—5 см в диаметре, от беловатой до кремовой или зеленоватой снаружи; внутри гладкая, от беловатой до кремовой, с широкими тёмно-фиолетовыми продольными полосами, клиновидно сужающимися к основанию. Пластинка вертикальная, несколько выпуклая наружу, 2—10 см длиной, 3—8 см шириной, прямоугольная или треугольная, с одной стороны острая; снаружи тёмно-красно-коричневая, от фиолетовой до черноватой, с рассеянными беловатыми пятнами, многочисленными и покрывающими большую часть пластинки; внутри окрашена, как трубка, с фиолетовыми продольными полосами, расширяющимися к краям; края обычно гладкие или слегка волнистые.
Початок на ножке до 1 см длиной, 5—23 см длиной, обычно длиной, как покрывало, выглядывающий с наклонённой стороны пластинки.
Женская зона слегка обратноконическая, 0,8—3 см длиной, 0,7—1,5 см в диаметре, цветки скученные. Мужская зона обратноконическая, 1,1—4 см длиной, 1—3 см в диаметре, цветки скученные. Придаток крепкий, широкоовальный в поперечном сечении, от короткоконического до округлённого, 3—16 см длиной, 2—4 см в диаметре у основания, 4—8 см в диаметре посередине, чёрно-фиолетовый, морщинистый, с продольными бороздками, распределёнными по всей его поверхности, сжатый у основания. Стаминодии, редкие в основании придатка, похожи на маленькие, скученные бородавки. Стерильная зона между мужской и женской отсутствует; соотношение длины женской зоны к мужской (0,5—0,8):1.
Женские цветки 3—5 мм длиной; завязь от удлинённой до яйцевидной, 1—2 мм длиной, 1—1,5 мм шириной, одногнёздная, от бледно-зелёной до зелёной; столбик 1—2 мм длиной, ясно отграниченный от завязи, тёмно-зелёный; рыльце однолопастное, округлое в поперечном сечении, немного коническое в продольном направлении, 1 мм в диаметре, папиллярное, от беловатого до кремового.
Мужские цветки 1—1,5 мм длиной, 1,5 мм шириной; пыльники нерегулярно кубические, свободные, менее 0,5 мм длиной; поры верхушечные, по две округлые поры заметны на каждом теке; связник широкий, фиолетовый. Пыльца оранжевая, с шипами, 23,6—34,8 мкм длиной, 23,6—28,1 мкм в диаметре, округлая.

### Плоды
Плодоножка в 2—4 раза длиннее цветоножки, 20—50 см длиной, 0,8—2 см в диаметре. Соплодие , от цилиндрического до конического, 4—6 см длиной, 3—6 см в диаметре, часто с остатками придатка и покрывала. Ягоды от удлинённых до яйцевидных, односемянные, жёлтые, часто бесплодные, 0,6—1,6 см длиной, 0,3—0,6 см в диаметре.
Семена удлинённые, 0,6—0,8 см длиной, 0,4 см в диаметре, шероховатые, кремовые.

## Распространение
Встречается от Западной тропической Африки до Чада: Буркина-Фасо, Гамбия, Гвинея, Мали, Сенегал, Сьерра-Леоне, Того, Чад.
Типичный представитель саванн и песчаных почв, а также сухих лесов. Растёт на высоте от 4 до 200 м над уровнем моря.